# プレッツォ
プレッツォ（イタリア語: Prezzo）は、イタリア共和国トレンティーノ＝アルト・アディジェ州トレント自治県に存在した、基礎自治体（コムーネ）。
かつては独立の自治体（コムーネ）であったが、2016年1月1日にピエーヴェ・ディ・ボーノと合併してピエーヴェ・ディ・ボーノ＝プレッツォの一部となった。

## 地理

### 位置・広がり

#### 隣接コムーネ
コムーネとしてのプレッツォは、以下のコムーネと隣接していた。
- ベルソーネ
- ピエーヴェ・ディ・ボーノ
- カステル・コンディーノ